# Le Seure
Le Seure est une commune du Sud-Ouest de la France située dans le département de la Charente-Maritime (région Nouvelle-Aquitaine).
Ses habitants sont appelés les Seurois et les Seuroises.

## Géographie
La commune du Seure est longée par la vallée de l'Antenne située en zone Natura 2000.

### Communes limitrophes
|                          |                   | Mons |
| Migron                   | du Seure          |      |
| Val-de-Cognac (Charente) | Mesnac (Charente) |      |

## Urbanisme

### Typologie
Au 1er janvier 2024, Le Seure est catégorisée commune rurale à habitat dispersé, selon la nouvelle grille communale de densité à 7 niveaux définie par l'Insee en 2022.
Elle est située hors unité urbaine. Par ailleurs la commune fait partie de l'aire d'attraction de Cognac, dont elle est une commune de la couronne,. Cette aire, qui regroupe 44 communes, est catégorisée dans les aires de 50 000 à moins de 200 000 habitants,.

### Occupation des sols
L'occupation des sols de la commune, telle qu'elle ressort de la base de données européenne d’occupation biophysique des sols Corine Land Cover (CLC), est marquée par l'importance des territoires agricoles (80,3 % en 2018), une proportion sensiblement équivalente à celle de 1990 (80,5 %). La répartition détaillée en 2018 est la suivante : 
cultures permanentes (42,1 %), terres arables (19,2 %), zones agricoles hétérogènes (19 %), forêts (14,3 %), zones urbanisées (5,4 %). L'évolution de l’occupation des sols de la commune et de ses infrastructures peut être observée sur les différentes représentations cartographiques du territoire : la carte de Cassini (XVIIIe siècle), la carte d'état-major (1820-1866) et les cartes ou photos aériennes de l'IGN pour la période actuelle (1950 à aujourd'hui).

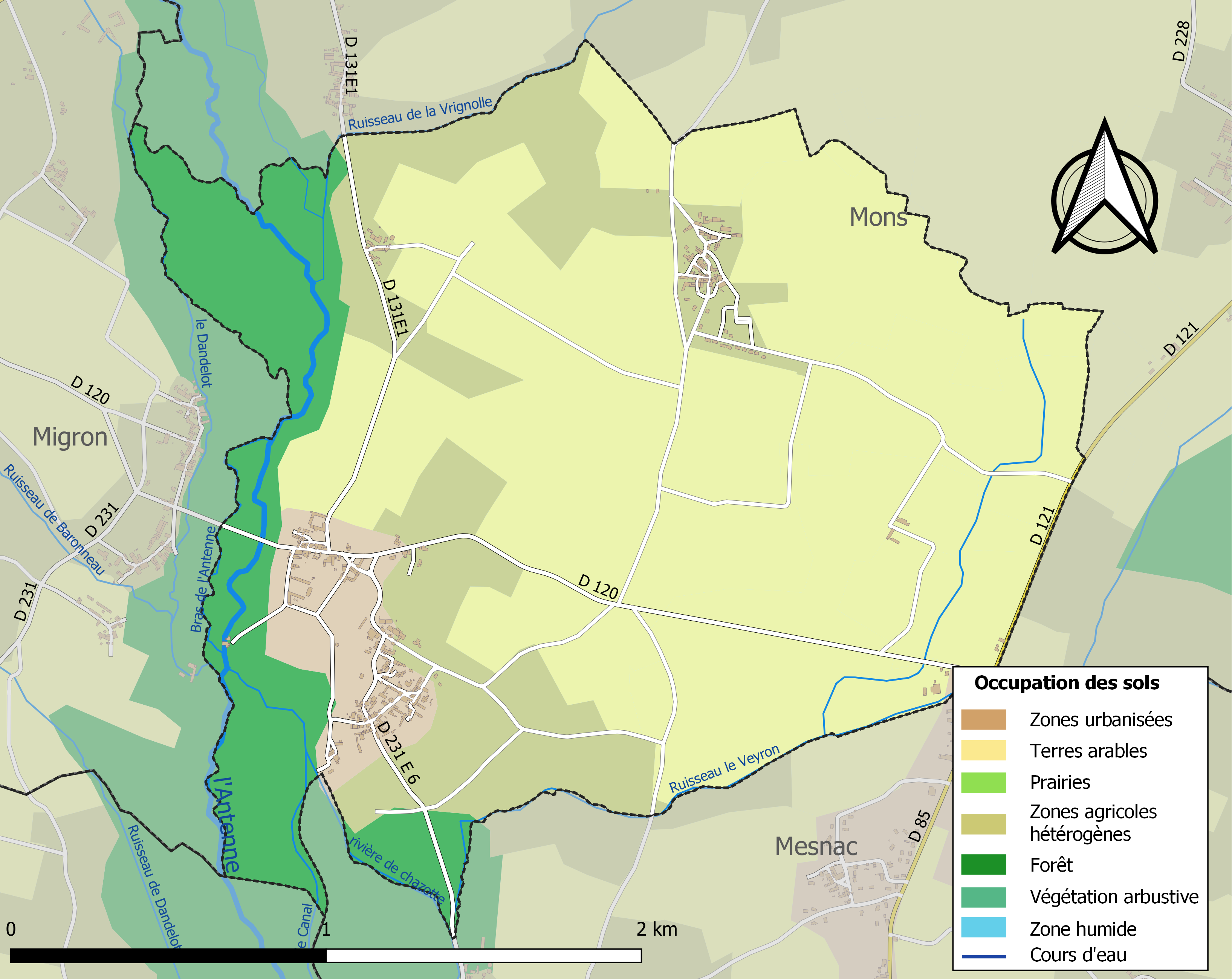
Carte des infrastructures et de l'occupation des sols de la commune en 2018 (CLC).

### Risques majeurs
Le territoire de la commune du Seure est vulnérable à différents aléas naturels : météorologiques (tempête, orage, neige, grand froid, canicule ou sécheresse), inondations et séisme (sismicité modérée). Il est également exposé à un risque technologique, le transport de matières dangereuses. Un site publié par le BRGM permet d'évaluer simplement et rapidement les risques d'un bien localisé soit par son adresse soit par le numéro de sa parcelle.

#### Risques naturels
Certaines parties du territoire communal sont susceptibles d’être affectées par le risque d’inondation par débordement de cours d'eau, notamment l'Antenne. La commune a été reconnue en état de catastrophe naturelle au titre des dommages causés par les inondations et coulées de boue survenues en 1982, 1986, 1999 et 2010,.

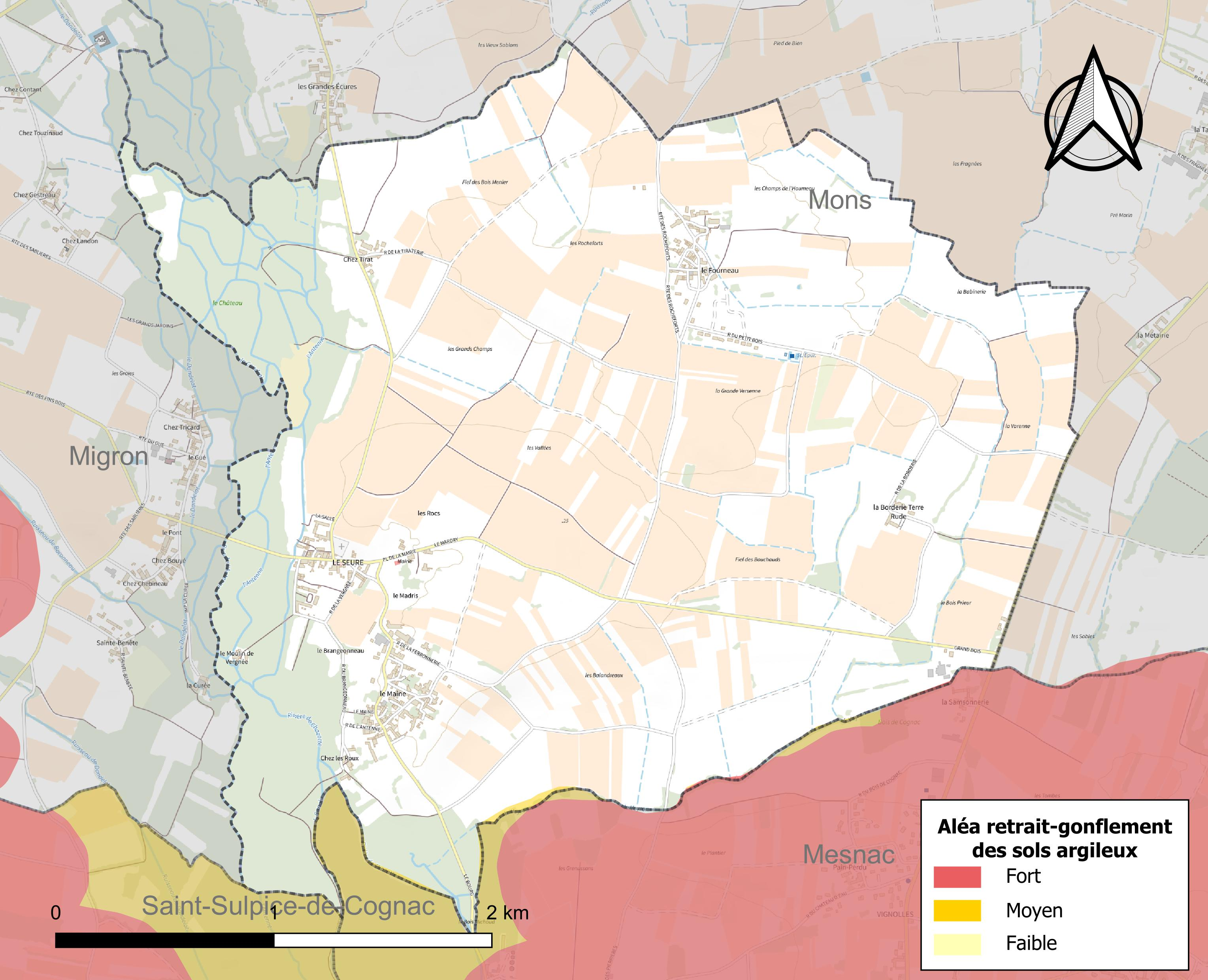
Carte des zones d'aléa retrait-gonflement des sols argileux du Seure.

Le retrait-gonflement des sols argileux est susceptible d'engendrer des dommages importants aux bâtiments en cas d’alternance de périodes de sécheresse et de pluie. 0,3 % de la superficie communale est en aléa moyen ou fort (54,2 % au niveau départemental et 48,5 % au niveau national). Sur les 148 bâtiments dénombrés sur la commune en 2019, aucun n'est en aléa moyen ou fort, à comparer aux 57 % au niveau départemental et 54 % au niveau national. Une cartographie de l'exposition du territoire national au retrait gonflement des sols argileux est disponible sur le site du BRGM,.
Par ailleurs, afin de mieux appréhender le risque d’affaissement de terrain, l'inventaire national des cavités souterraines permet de localiser celles situées sur la commune.
Concernant les mouvements de terrains, la commune a été reconnue en état de catastrophe naturelle au titre des dommages causés par des mouvements de terrain en 1999 et 2010.

#### Risques technologiques
Le risque de transport de matières dangereuses sur la commune est lié à sa traversée par une ou des infrastructures routières ou ferroviaires importantes ou la présence d'une canalisation de transport d'hydrocarbures. Un accident se produisant sur de telles infrastructures est susceptible d’avoir des effets graves sur les biens, les personnes ou l'environnement, selon la nature du matériau transporté. Des dispositions d’urbanisme peuvent être préconisées en conséquence.

## Toponymie
Le toponyme pourrait provenir d'Aucerrium, évoquée par Guillaume de Nangis, donnant Aucerne ou Aucuerre par évolution. Le début du nom par confusion avec la préposition "au" serait devenue "le".

## Histoire
L'état des paroisses de 1686 nous apprend que la paroisse du Seure a pour seigneur Guinaudeau de Montigny, comporte 51 feux et produit du grain et un peu de vin.

## Administration

### Liste des maires
| Période                                  | Période  | Identité          | Étiquette      | Qualité      |
| ---------------------------------------- | -------- | ----------------- | -------------- | ------------ |
| 2001                                     | 2020     | Geneviève Thouard | Sans Etiquette | Viticultrice |
| 2020                                     | En cours | Sylvie Churlaud   |                |              |
| Les données manquantes sont à compléter. |          |                   |                |              |

### Intercommunalité
Jusqu'à la fin de l'année 2012, la commune du Seure faisait partie de la communauté de communes Vignobles et Vals boisés du Pays Buriaud qui comprenait dix communes ; cette dernière a fusionné avec la communauté d'agglomération de Saintes le 1er janvier 2013.
Depuis janvier 2013, Le Seure fait donc partie de la Communauté d'agglomération de Saintes dont le siège administratif est situé à Saintes.

### Fiscalité
La fiscalité est d'un taux de 8,91 % pour la taxe d'habitation, 14,78 % sur le foncier bâti, 48,82 % sur le non bâti et 21,55 % de taxe professionnelle, et comme la communauté de communes prélève sur l'ensemble des quatre taxes, respectivement 1,67 %, 3,25 %, 8,06 % et 3,07 % cela donne au total et avant que s'y ajoutent le département et la région, 10,58 % pour la taxe d'habitation, 18,03 % sur le foncier bâti, 56,88 % sur le non bâti et 24,62 % de taxe professionnelle (chiffres 2007).

## Démographie

### Évolution démographique
L'évolution du nombre d'habitants est connue à travers les recensements de la population effectués dans la commune depuis 1793. Pour les communes de moins de 10 000 habitants, une enquête de recensement portant sur toute la population est réalisée tous les cinq ans, les populations de référence des années intermédiaires étant quant à elles estimées par interpolation ou extrapolation. Pour la commune, le premier recensement exhaustif entrant dans le cadre du nouveau dispositif a été réalisé en 2006.

En 2022, la commune comptait 275 habitants, en évolution de +9,13 % par rapport à 2016 (Charente-Maritime : +4,04 %, France hors Mayotte : +2,11 %).
| 1793 | 1800 | 1806 | 1821 | 1831 | 1836 | 1841 | 1846 | 1851 |
| ---- | ---- | ---- | ---- | ---- | ---- | ---- | ---- | ---- |
| 402  | 390  | 351  | 479  | 504  | 540  | 501  | 549  | 544  |

| 1856 | 1861 | 1866 | 1872 | 1876 | 1881 | 1886 | 1891 | 1896 |
| ---- | ---- | ---- | ---- | ---- | ---- | ---- | ---- | ---- |
| 531  | 504  | 531  | 472  | 487  | 448  | 441  | 445  | 457  |

| 1901 | 1906 | 1911 | 1921 | 1926 | 1931 | 1936 | 1946 | 1954 |
| ---- | ---- | ---- | ---- | ---- | ---- | ---- | ---- | ---- |
| 429  | 411  | 349  | 302  | 283  | 296  | 234  | 279  | 228  |

| 1962 | 1968 | 1975 | 1982 | 1990 | 1999 | 2006 | 2011 | 2016 |
| ---- | ---- | ---- | ---- | ---- | ---- | ---- | ---- | ---- |
| 231  | 239  | 215  | 203  | 207  | 214  | 240  | 234  | 252  |

| 2021 | 2022 | - | - | - | - | - | - | - |
| ---- | ---- | - | - | - | - | - | - | - |
| 267  | 275  | - | - | - | - | - | - | - |

## Économie

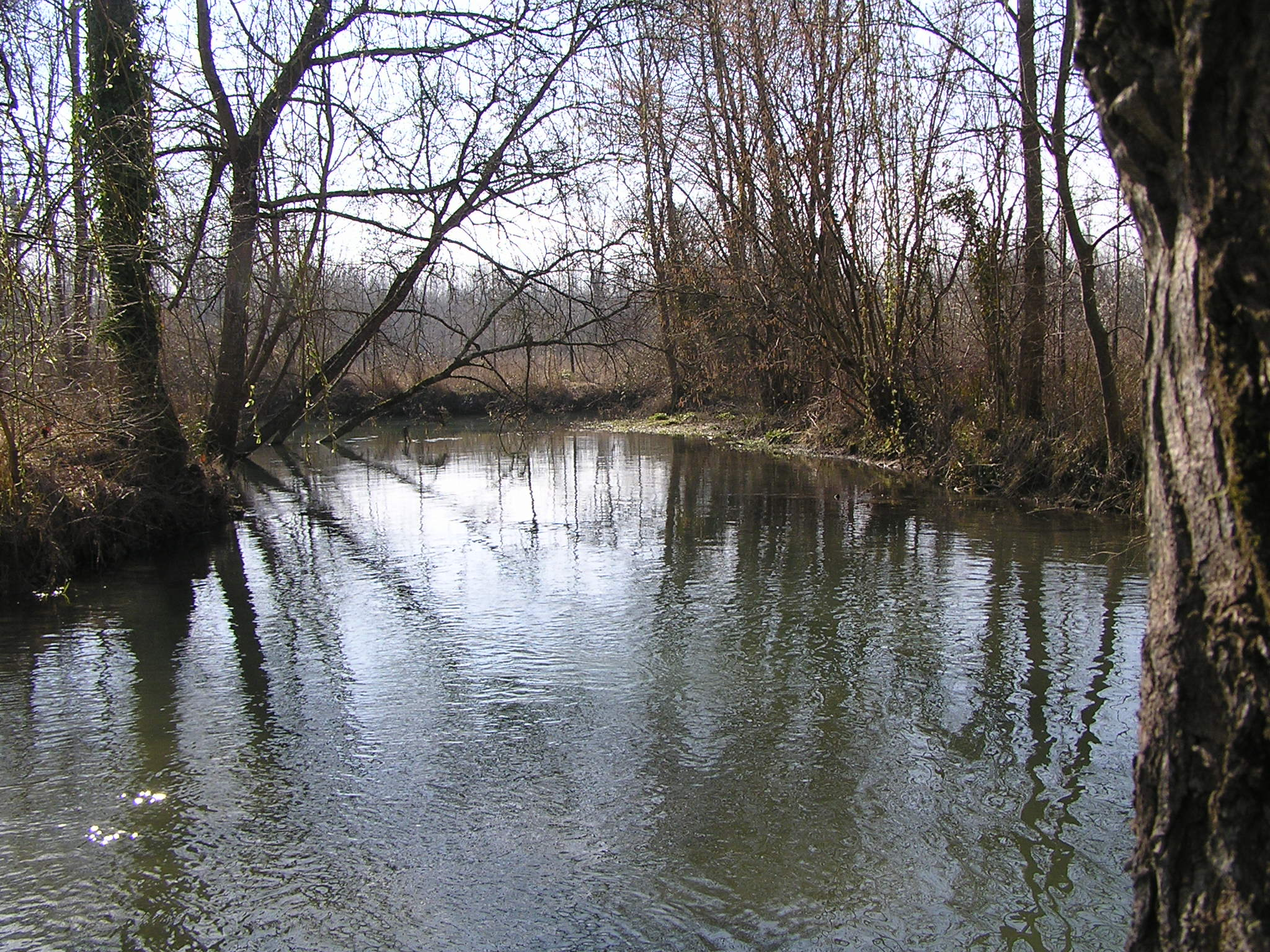
l'Antenne au Seure

### Agriculture
La viticulture occupe une partie importante de l'activité agricole. La commune est classée dans les Fins Bois, dans la zone d'appellation d'origine contrôlée du cognac.

### Tourisme
Des chambres d'hôtes existent au moulin de Vergnée

## Lieux et monuments
- Église Notre-Dame-de-l'Assomption du Seure

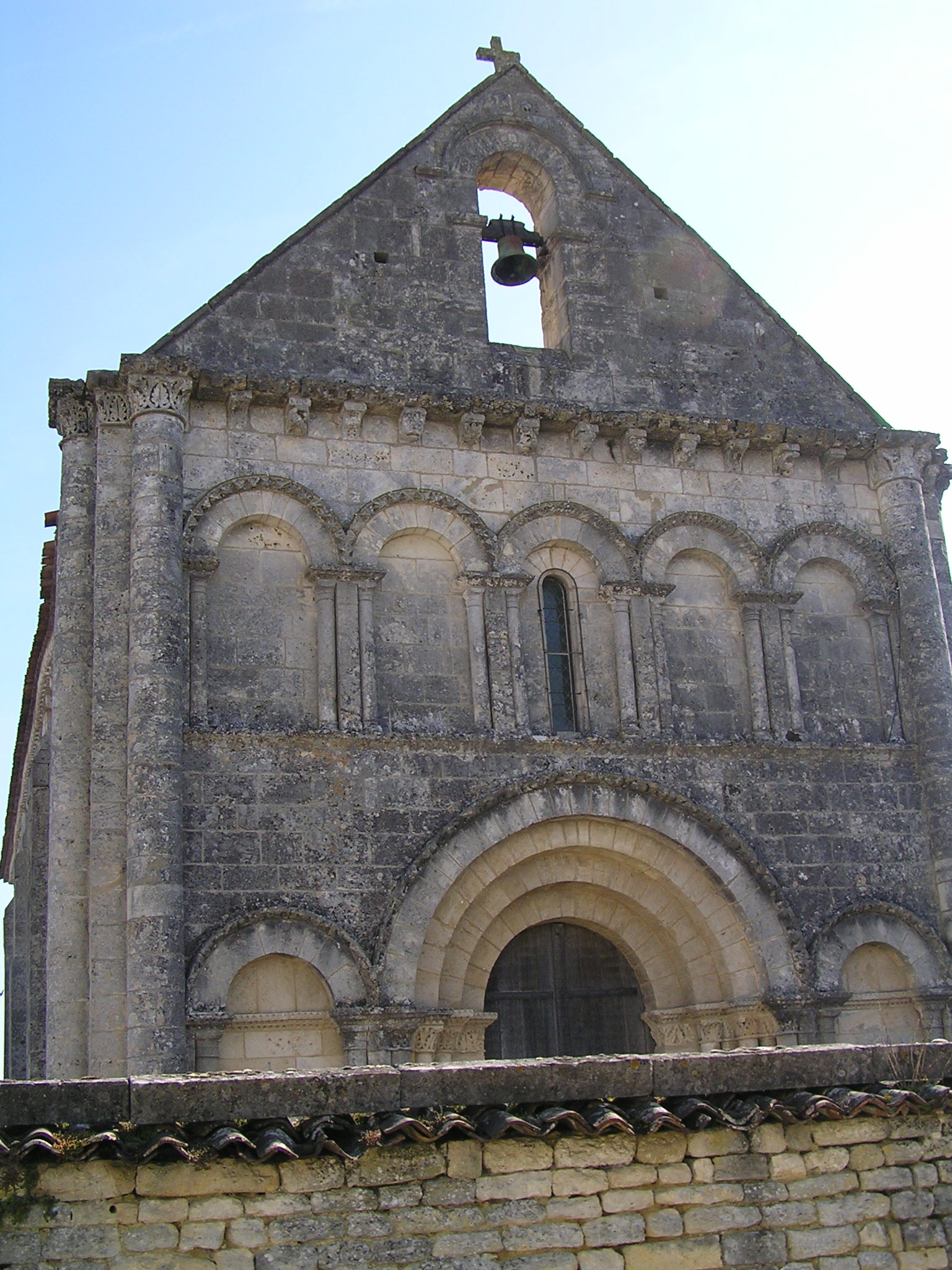
L'église romane
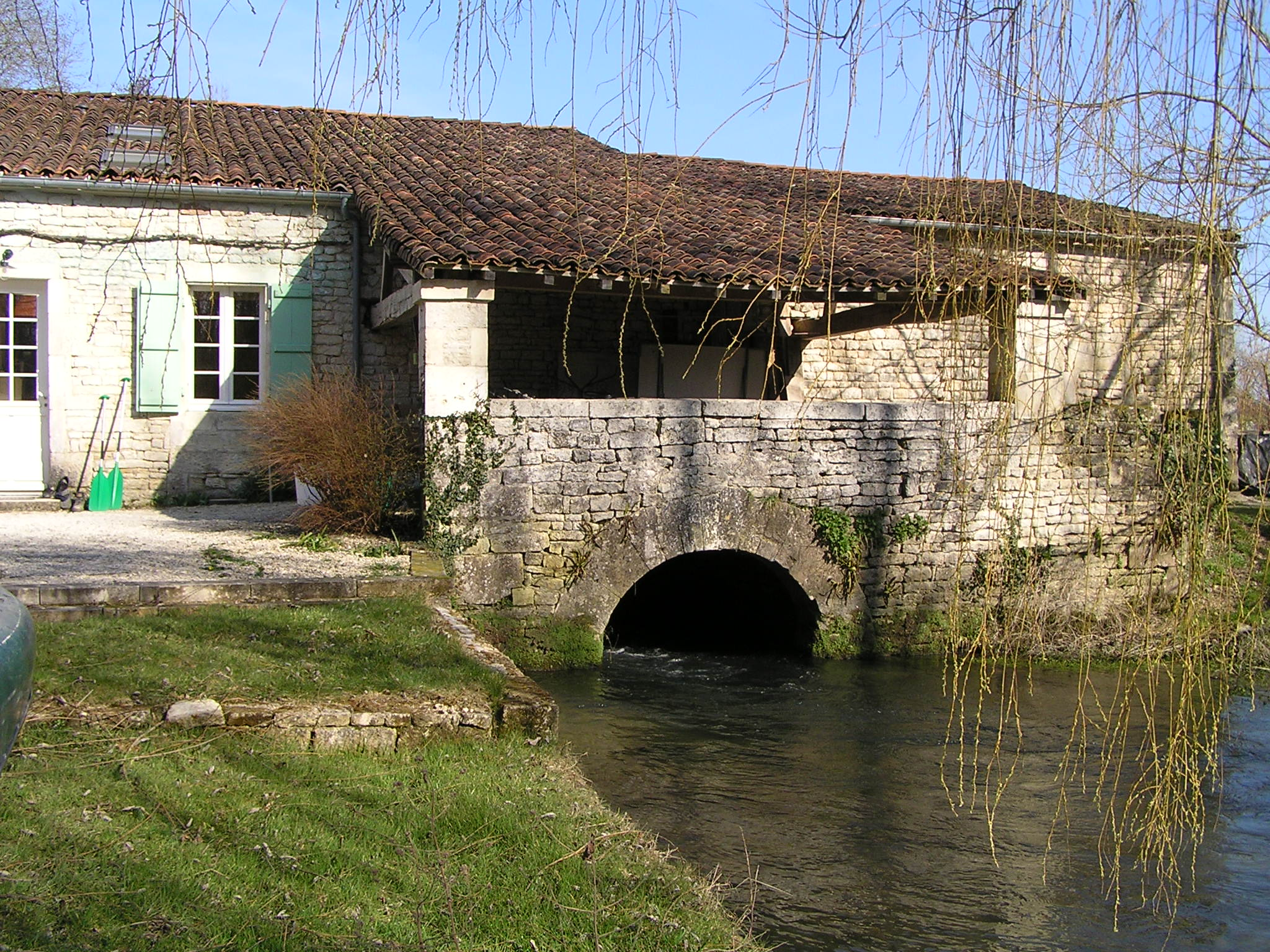
Moulin de la Vergnée